# محطة قطار سيدي بوبكر
محطة سيدي بوبكر هي محطة قطار جزائرية سابقة تقع في بلدية سيدي بوبكر بولاية سعيدة .

## التموقع في السكة الحديدية
تقع المحطة على ارتفاع 545,800 متر فوق مستوى سطح البحر، عند نقطة الكيلومترية (PK) 178,300 من خط وهران – قنادسة [الفرنسية]، حيث تسبقها محطة وادي تاغية [الفرنسية] القديمة وتتبعها محطة سيدي اعمر القديمة.

## تاريخ
أثناء الاستعمار ، كانت المحطة تسمى محطة شارير .
شُغّلت  المحطة في 28 سبتمبر 1879 أثناء افتتاح خط السكة الحديد الضيق القديم بطول 1 055 مم من أرزيو إلى سعيدة حيث سبقتها محطة تاغية (محطة وادي تاريس) وتلتها محطة فرانشيتي (محطة سيدي عمار),

### روابط خارجية
- "SNTF". Société nationale des transports ferroviaires (SNTF). مؤرشف من الأصل في 2025-05-05..